# Structure pyramidale des ligues de football à Chypre
La structure pyramidale des ligues de football à Chypre désigne le système de classement officiel des ligues et divisions du football à Chypre.

## Système de divisions
| Niveau | Championnat                           |
| ------ | ------------------------------------- |
| 1      | Marfin Laiki League 14 clubs          |
|        | ↓↑ 3 clubs                            |
| 2      | Second Division 14 clubs              |
|        | ↓↑ 3 clubs                            |
| 3      | Third Division 16 clubs               |
|        | ↓↑ 3 clubs                            |
| 4      | STOK Elite Division 14 clubs          |
|        | ↓↑ 4 clubs                            |
| 5      | Championnats locaux 261 clubs environ |

## Sources
- (en) Cet article est partiellement ou en totalité issu de l’article de Wikipédia en anglais intitulé « Cypriot football league system » (voir la liste des auteurs).